# USS LST-21
O USS LST-21 foi um navio de guerra norte-americano da classe LST que operou durante a Segunda Guerra Mundial.